# Matti Makkonen
Matti Makkonen (Suomussalmi, 16 de Abril de 1952 – Seinäjoki, 26 de Junho de 2015), foi um engenheiro Finlandês na área das comunicações móveis. Trabalhou, entre outras, na Nokia Networks, na Tele Finland, e na Finnet Oy. Makkonen teve um papel de liderança ao iniciar uma unidade de comunicações móveis que é hoje a TeliaSonera.
Em 2008, Makkonen foi distinguido com o The Economist Innovation Award na categoria de computação e telecomunicações pelo desenvolvimento do Serviço de Mensagens de Texto mais conhecido por SMS (Short Message Service).

## Carreira
Em 1976, tirou o mestrado em Engenharia Electrónica na Universidade de Oulu. Subsequentemente, foi contractado pela Telecom Finland, antiga companhia de correios e telecomunicações finlandesa (PTT), para na área de sistemas de comunicações móveis desenvolver tecnologias de paginação electrónica e o sistema de telefónico móvel nórdico (NMT). Teve participação activa no desenvolvimento do sistema global de comunicações móveis (GSM) até 1988 quando foi nomeado para chefe dos serviços telefónicos móveis.
Em 1996 foi promovido a vice-presidente da divisão de comunicações móveis da Telecom Filand e, em 1997, foi um dos quatro vice-presidentes executivos da administração.

A partir de Novembro de 2000, Makkonen entrou como director dos serviços profissionais da Nokia Networks (Nokia Networks Professional Services). Mais tarde, em 1 de Fevereiro de 2003 foi director executivo (CEO) da Finnet Oy, cargo que exerceu até 31 de Outubro de 2005.
No início de 2006, Makkonen foi membro conselheiro e consultor para a Tieto-X e a agência PR Evia.